# 영웅전설 하늘의 궤적 FC
《영웅전설 하늘의 궤적 FC》는 니혼 팔콤이 제작한 롤플레잉 비디오 게임이다. 《영웅전설》의 하위 시리즈 《궤적》의 시작을 끊은 게임으로, 이후 잇따라 발매된 '하늘의 궤적' 삼부작의 첫 작품이다.
《하늘의 궤적 FC》는 2004년 마이크로소프트 윈도우용으로 처음 출시됐다. 2006년 플레이스테이션 포터블 이식판이 출시됐으며, 2012년 이에 기반한 플레이스테이션 3용 HD 이식판이 발매됐다. 2015년, 대사 음성과 새로운 캐릭터 일러스트 등의 개선점이 추가된 리마스터판이 《영웅전설 하늘의 궤적 FC 에볼루션》이라는 제목으로 플레이스테이션 비타로 발매됐다. 대한민국에선 아루온 게임즈가 2006년 《영웅전설 천공의 궤적》이라는 제목으로 출시했으며, 이후 2015년 발매된 비타판은 소니 인터랙티브 엔터테인먼트가 《영웅전설 하늘의 궤적》이라는 제목으로 발매했다.
하늘의 궤적 삼부작의 나머지 두 편은 2006년 《영웅전설 하늘의 궤적 SC》, 2007년 《영웅전설 하늘의 궤적 The 3rd》가 연달아 출시됐다.

## 시스템
이 게임은 여러 개의 맵으로 세계가 구성되어 있다. 보통 맵들은 필드와 마을로 나뉜다. 대부분의 맵은 3D이고 시점을 자유롭게 바꿀 수 있다. 필드에서는 몬스터들이 돌아다니고 있고, 이 몬스터들과 조우하면 전투 화면으로 바뀐다. 전투 배경은 시작 필드에 의해 결정된다.
마을 맵에서는 NPC들과 상점이 있다. 상점은 보통 각자의 로고와 건물이 있고 마을 내에서 표시되는 미니맵에서 상점의 위치를 파악할 수 있다.
흐름은 게임 진행에 꼭 필요한 핵심 의뢰와 많은 보조 의뢰로 이루어져 있다. 보조 의뢰는 주 줄거리의 보조 역할을 해주며 적절한 보수가 지급된다.

## 전투
전투는 분리된 사각형의 지역에서 이루어진다. 기본 시점은 45도 각도로 되어 있다. 각 캐릭터들 및 적들은 전투 화면 왼쪽에 있는 AT (Action Time) 막대가 찼을 때 턴이 돌아온다. 캐릭터가 움직일 수 있는 행동은 이동, 공격, 아츠, 크래프트, 아이템과 퇴각이 있다. 턴이 돌아오면 이동은 한 번 할 수 있으며, 나머지 행동들은 실행하는 즉시 턴이 끝난다.
- 이동 : 캐릭터를 지정된 장소로 이동시킨다.
- 공격 : 장비된 무기로 적을 공격한다. 각 무기마다 사정거리와 효과, 적용 범위가 다르다.
- 아츠 : 각 캐릭터가 가지고 있는 도력기(오브먼트)와 결정회로(쿼츠)조합에 따라 다른 도력마법(오벌아츠)을 사용할 수 있다. 도력마법을 사용하면 EP가 소모된다.
- 크래프트 : 캐릭터 고유의 전술(크래프트)를 사용하며 CP가 소모된다.
- S-크래프트 : 특수 전술로 CP가 100 이상 되었을 때 사용할 수 있다. AT막대가 다 차지 않더라도 바로 사용할 수 있지만 턴을 가진 상태에서 사용할 경우 S-크래프트를 사용한 뒤에 바로 턴이 끝나버린다.

전투는 모든 적을 없애거나 파티가 모두 전멸하였을 때, 그리고 몇몇 이벤트가 실행되면 끝이 난다.

## 줄거리

### FC
북쪽의 에레보니아 제국의 대침공 10년 후의 리베르 왕국에서 시작된다. 왕국은 앨리시아 여왕 2세가 통치하고 있으며 나라는 전쟁 전의 평화로운 상태로 복구되었다. 왕국은 기술력과 자원에서 에레보니아 왕국을 앞서가고 있다.
주인공은 왕국의 영웅인 카시우스 브라이트의 딸인 에스텔 브라이트이다. 대전쟁 도중 에레보니아인들은 수도를 점령하려고 했다. 카시우스는 역습을 준비했고 리베르 왕국은 반격에 성공하여 적들을 수 주 이내에 국경 밖으로 몰아내었다.
전후, 카시우스는 검을 사용하는 것을 포기하고 군대에서 나와 브레이서 길드에 가입하여 유격사 랭크 S에 도달한다.
에스텔은 아버지의 과거와 역사에 대해 아무것도 모르고 그저 로랜트 지방의 집에서 편하게 살고 있다. 에스텔이 어렸을 때 아버지가 놀라운 전투 능력을 가진 어린 소년과 싸웠다. 그 소년은 전투에서 진 후 기억을 잃게 되고 카시우스에게 입양 된다.
이 소년의 이름은 남자 주인공인 요슈아 브라이트이다. 에스텔은 유격사 길드에서 봉의 사용법을 배우게 되고 게임의 시작은 요슈아와 함께 브레이서 길드로 가는 날에 시작된다.
줄거리는 쿠데타를 일으키려 하는 일부 정부 부서에 대한 조사를 하는 브레이서 길드의 의뢰로 진행된다. 의뢰로 인해 결국 리베르 왕국의 고대 시설을 발견하게 되고 사람의 마음을 조종하는자가 군의 우두머리를 조종했다는 것으로 판명된다. 이 이야기는 엔딩에서 요슈아의 과거가 밝혀진 뒤 SC로 넘어간다.

## 발매 정보
- 영웅전설 VI - 천공의 궤적 FC (윈도우와 PSP)
- 영웅전설 VI - 천공의 궤적 SC (윈도우와 PSP)
- 영웅전설 VI - 천공의 궤적 TC (원제는 The 3rd) (윈도우와 PSP)

## 반응
《하늘의 궤적》은 리뷰 애그리게이터 웹사이트 메타크리틱에 의하면 '대체적으로 긍정적인 평가'를 받았다.

## 참조

### 내용주
1. ↑  일본판의 첫 출시명은 《영웅전설 VI: 천공의 궤적》(일본어: 英雄伝説VI 空の軌跡)으로, 이후 이식판은 삼부작의 첫장임을 강조하는 제목을 붙여 《천공의 궤적 FC》라는 제목으로 출시.